# Malaprabha
Der Malaprabha ist ein ca. 300 km langer rechter, d. h. südlicher Nebenfluss des Krishna im südindischen Bundesstaat Karnataka.

## Verlauf
Der Malaprabha entspringt in den Westghats im äußersten Nordwesten Karnatakas nahe der Grenze zum Bundesstaat Goa beim Dorf Kankumbi etwa 18 km westlich des Ortes Jamboti auf einer Höhe von ca. 790 m. Er fließt nahezu konstant in östliche und nordöstliche Richtungen, passiert auf seinem Weg die bedeutenden historischen Tempelstädte Pattadakal und Aihole und mündet schließlich beim Pilgerort Kudalasangama in den Krishna.

## Stausee
Etwa auf halber Strecke staut die Navilu-Teertha-Talsperre den Malaprabha auf etwa 50 km Länge.